# Поле Бродмана 22
Поле Бродмана 22 - одна з визначених Корбініаном Бродманом цитоархітектонічних ділянок головного мозку, яка бере участь в обробці слухових імпульсів.

## У людини
```
Лівостороннє 
поле 22
 допомагає з генерацією та розумінням окремих слів. На правій стороні мозку, 
поле 22
 допомагає розрізняти 
висоту тону
 й його  інтенсивність, що необхідно для сприйняття 
мелодії
 і 
ритму
. Дослідники вважають, що ця частина мозку активізується при обробці 
мови
.
```

Цей район також відомий як верхнє скроневе поле 22, воно віднесено до підроздів цитоархітектонічно визначеної скроневої ділянки кори головного мозку. У людини це приблизно відповідає латеральній і каудальній двом третинам верхньої скроневої звивини. Поле обмежене рострально темпороплярним полем 38 (Н), медіально  задньо-поперечним скроневим полем 42 (H), вентрокаудально — серединно-скроневим полем 21 і дорзокаудально супрамаргінальним полем 40 (H) і ангулярним полем 39 (H) (Бродман-1909).
У задній частині поля Бродмана 22 знаходиться зона Верніке (найчастіше тільки в лівій півкулі).

## У мавп
Поле бродмана 22 — структурний підрозділ кори головного мозку мавпи, що визначено на основі цитоархітектоніки. Воно цитоархітектонічно гомологічно верхньому скроневому полю 22 людини (Бродман-1909). Відмінні особливості (Бродман-1905): порівняно із полем Бродмана 21(1909) кіркова товщина поля 22 більше; щільність клітин загалом зменшена і внутрішній зернистий шар (IV) навіть менш розвинений, з меншою кількістю клітин; не виявлена межа між внутрішнім пірамідальним шаром (V) і мультиформним шаром (VI); як у полі 21, гангліозні клітини шару V численні й примикають до кордону з шаром IV, але вони більш пухкі й більш пірамідальної форми; поліморфні клітини з мультиформного шару (VI) поступово стають більш численними, він іде глибше і утвоює широкий підшар 6Б веретеноподібних клітин й наближається до межі кори з підкірковою білою речовиною.

## Малюнки

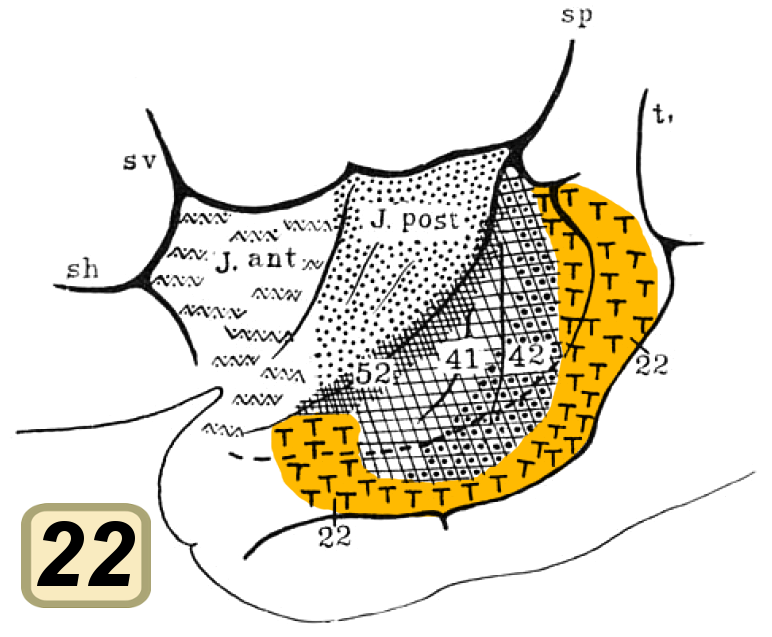
Всередині і зовні латеральної борозни. Поле 22 (показане жовтим).